# Danmark i olympiska sommarspelen 1984
Danmark deltog med 60 deltagare vid de olympiska sommarspelen 1984 i Los Angeles. Totalt vann de sex medaljer och slutade på tjugosjunde plats i medaljligan.

## Medaljer

### Silver
- Henning Lynge Jakobsen - Kanotsport, C-1 500 m
- Anne Grethe Jensen - Ridsport, Individuell dressyr
- Ole Riber Rasmussen - Skytte, skeet

### Brons
- Henning Lynge Jakobsen - Kanotsport, C-1 1000 m
- Erik Christiansen, Michael Jessen, Lars Nielsen och Per Rasmussen - Rodd, fyra utan styrman
- Hanne Eriksen, Birgitte Hanel, Charlotte Koefoed, Bodil Rasmussen och Jette Sørensen - Rodd, fyrsculler med styrman

## Cykling
Herrarnas linjelopp
- Per Johnny Pedersen — +11:46 (→ 24:e plats)
- Kim Jolin Eriksen — +15:30 (→ 40:e plats)
- Ole Byriel — fullföljde inte (→ ingen placering)
- Søren Lilholt — fullföljde inte (→ ingen placering)

Damernas linjelopp
- Helle Sørensen — 2:13:28 (→ 7:e plats)

## Friidrott
Herrarnas maraton
- Henrik Jørgensen — 2:15:55 (→ 19:e plats)
- Allan Zachariassen — 2:17:10 (→ 25:e plats)

Damernas maraton
- Dorthe Rasmussen
  - Final — 2:33:40 (→ 13:e plats)

## Handboll
Herrar
Gruppspel
| Rank | Lag          | Pld | W | D | L | GF  | GA  | Poäng |  | Västtyskland | Danmark | Sverige | Spanien | USA   | Sydkorea |
| ---- | ------------ | --- | - | - | - | --- | --- | ----- |  | ------------ | ------- | ------- | ------- | ----- | -------- |
| 1.   | Västtyskland | 5   | 5 | 0 | 0 | 114 | 95  | 10    |  | X            | 20:18   | 18:17   | 18:16   | 21:19 | 37:25    |
| 2.   | Danmark      | 5   | 4 | 0 | 1 | 115 | 99  | 8     |  | 18:20        | X       | 26:19   | 21:16   | 19:16 | 31:28    |
| 3.   | Sverige      | 5   | 3 | 0 | 2 | 119 | 110 | 6     |  | 17:18        | 19:26   | X       | 26:25   | 21:18 | 36:23    |
| 4.   | Spanien      | 5   | 2 | 0 | 3 | 105 | 106 | 4     |  | 16:18        | 16:21   | 25:26   | X       | 17:16 | 31:25    |
| 5.   | USA          | 5   | 0 | 1 | 4 | 91  | 100 | 1     |  | 19:21        | 16:19   | 18:21   | 16:17   | X     | 22:22    |
| 6.   | Sydkorea     | 5   | 0 | 1 | 4 | 123 | 157 | 1     |  | 25:37        | 28:31   | 23:36   | 25:31   | 22:22 | X        |

Slutspel
Match om 3:e plats
- Rumänien 23-19 Danmark